# Ximo Forner Martín de Ojeda
Joaquín Forner Martin de Ojeda  (27 de enero de 1990, Almenara, Provincia de Castellón, España,) es un futbolista español. Juega de centrocampista y su equipo actual es la UD Vall de Uxó.  

## Biografía
Jugó en las categorías inferiores del Villarreal CF, antes de pasar al Valencia CF. Debutó con  el equipo filial en Segunda división B con solo 16 años, remplazando a Aarón Ñíguez en un partido contra el FC Barcelona B disputado el 2 de diciembre de 2006. Tras tres temporadas más en el equipo, fue cedido a diversos clubs de Segunda B como el Club Deportivo Alcoyano (con quién ascendió a la Segunda división de España), el Club Polideportivo Ejido y la Real Balompédica Linense. Después de una temporada más en el Mestalla, Forner fichó por el CD Castellón de Tercera división de España. Tras un breve paso por el AE Larissa de la Beta Ethniki griega, Forner regresó a la Balompédica Linense por una temporada y media y, posteriorment, al Castellón.

### Selección nacional
Forner también ha estado en la selección española y valenciana de categorías inferiores. Fue campeón en el Europeo sub-17 de Bélgica 2007 y subcampeón en el Mundial sub-17 de Corea del mismo año, compartiendo equipo con David de Gea, Bojan Krkić, Ignacio Camacho o Nacho Fernández.

## Clubes
| Club                              | País   | Año       |
| --------------------------------- | ------ | --------- |
| Valencia Club de Fútbol Mestalla  | España | 2006-2013 |
| C.D. Alcoyano (cesión)            | España | 2010-2011 |
| Club Polideportivo Ejido (cesión) | España | 2011      |
| Real Balompédica Linense (cesión) | España | 2012      |
| CD Castellón                      | España | 2013-2014 |
| AE Larisa                         | Grecia | 2014      |
| Real Balompédica Linense          | España | 2015-2016 |
| CD Castellón                      | España | 2016-     |